# Quadricalcarifera ceramensis
Quadricalcarifera ceramensis är en fjärilsart som beskrevs av Sergius G. Kiriakoff 1967. Quadricalcarifera ceramensis ingår i släktet Quadricalcarifera och familjen tandspinnare. Inga underarter finns listade.